# Драгана Тодоресков
Драгана В. Тодоресков (Нови Сад, 1975), српска је књижевница и доктор књижевности, књижевна критичарка и историчарка књижевности. Била је чланица редакције часописа Летопис Матице српске од 2013. године и чланица Управног одбора Српског књижевног друштва.
Живи у Новом Саду, има две кћерке. Добитница је награде Стеван Сремац за најбољу прозну књигу у 2023, за дело У чекаоницама (историја женских менталних поремећаја), у издању No Rules издаваштва из Београда.

## Школовање
Рођена у Новом Саду 1975. године. Основну школу у Перлезу је завршила 1990. године, школовање наставила у Зрењанину, где је средњу школу завршила 1994. године. Дипломирала је 1999. године, магистрирала 2008. године (Пародија и пародијски поступци у текстовима Јована Стерије Поповића) и докторирала 2013. године (Модели стварног у контексту аутореференцијалнсти поезије и прозе Јудите Шалго) на Катедри за књижевност Филозофског факултета у Новом Саду.

## Професионални рад
У Матици српској је запослена као виши стручни сарадник — лексикографски редактор на пројекту Српска енциклопедија. Чланица је Уређивачког одбора часописа Интеркултуралност од 2011. године и чланица Одбора манифестације Милици у походе и жирија књижевне Награде Ленкин прстен, коју додељује Дом културе у Србобрану.

### Радови о Стерији
Поред монографије о Стерији, објавила низ радова у којима је интерпретирала појединачна Стеријина дела или одређене топосе ("Џозеф Ендрус" Хенрија Филдинга и "Роман без романа" Јована Стерије Поповића – пародизација романескних приповедачких начела“, XVII столеће: радови са научног скупа одржаног у Новом Саду 29. и 30. новембра 2007, Завод за културу Војводине, Нови Сад, (2008). стр. 203–220; „Стеријине пародије – од класицизма до постмодернизма“, Рачански зборник, 14, (2009). стр. 123–132; „Винка Лозића пародија, Винка Лозића хипертекст“, Део први, Свеске, 92, јун (2009). стр. 119–128; "Винка Лозића пародија, Винка Лозића хипертекст“, Део други, Свеске, 93, септембар (2009). стр. 79–86; „Стеријин дијалог са читаоцима“, Траг, септембар 2009, 5, 5, 19. стр. 67–74; „Стеријини цитатни ликови као персонификације пародије", Свеске Матице српске, 54, Серија књижевности и језика, 15, (2013). стр. 53–64), Поводом Дана Стеријиног позорја одржала је 29. марта 2013. године предавање на тему „Пародија Јована Стерије Поповића“.

### Пародија Сремца и Винавера
Бавећи се наратолошким темама и теоријом и историјом пародије у српској књижевности (поред радова о Стерији запажени су њени текстови о Стевану Сремцу – „Конвенције читања романа Поп Ћира и поп Спира Стевана Сремца“, Стање ствари, 2, новембар 1999, прештампано у: Стање ствари, часопис за различите видове уметничког изражавања, (реиздање бројева 1-5), број 12, Нови Сад, 2006; „Карловачки ђак Косте Руварца као прототекст за пародију романа Поп Ћира и поп Спира Стевана Сремца“, Свеске Матице српске, серија књижевности и језика, број 47. свеска 13, (2007). стр. 151–157), те о Станиславу Винаверу („Пародија као цитатна релација у Алајбеговој слами Станислава Винавера“, Стање ствари, број 6, Нови Сад, (2003). стр. 227–238; „О непослушном молекулу – Приче које су изгубиле равнотежу“, Прича, 2011, 5, 15–16. стр. 224–239; „С краја на крај пародије – проза Станислава Винавера“, Прича, 2012, 6, 19. стр. 201–211), повезала је традицију (Михаило Максимовић, Јован Стерија Поповић) са пародијским поступцима савремених српских писаца, указујући на разлике у традиционалном и модерном схватању овог жанра.

### Студије о писцима
Упоредо са интересовањем за историју књижевности 19. века и теорију књижевности, Драгана Белеслијин пише и студије посвећене писцима 20. века: Вељку Петровићу („Жанровско одређење и приповедачка техника у приповеткама Вељка Петровића“), Домети, 2003, 112–113), Фриди Филиповић („Историја женскости у 19 поглавља – Фрида Филиповић, Приче о женама“, Прича, 2013, 22. стр. 222–235; са Кристином Стевановић, „Фрида Филиповић – писање као не-место субјекта и конституисања отпора“, Зборник Женска проза XX века и друштвени контекст, 2014, 1, у припреми), Милици Мићић Димовској („Подозривост према роду – јунакиње кратке прозе Милице Мићић Димовске“, Златна греда, 2013, 145–146, у штампи), али и о Тањи Крагујевић, Владимиру Копицлу, Слободану Тишми, Драгану Јовановићу Данилову, Драгану Великићу, Јелени Ленголд, Светиславу Басари, Фрањи Петриновићу, Горану Петровићу, Веселину Марковићу, Владану Матијевићу, Види Басари, Васи Павковићу, Михајлу Пантићу, Енесу Халиловићу, Емсури Хамзић и другим прозним писцима и песницима.

### Питања телесног идентитета
Још 2009. године, када је пријавила докторску дисертацију, објавила је низ текстова посвећених питањима телесног идентитета („Слика тела у поезији Владимира Копицла“, Поља, 54, 458, јули-август (2009). стр. 55–61; „Мушко, женско, ембрион, књига – quattro corpi in cerka d’ autore“ – о поезији и прози Слободана Тишме, Поља, 55, 464, јули-август (2010). стр. 123–129; „Једном, постаћу плурал – о поетској телесности српских песникиња и песника“, Поља, 481, мај-јун (2013). стр. 81–83; „Еротско у поезији Владимира Копицла“, Зборник радова са Округлог стола посвећеног Владимиру Копицлу – добитнику Награде „Десанка Максимовић“, Народна библиотека, Београд, у штампи; „Вечно женство – жена у поезији Драгана Јовановића Данилова", Зборник Драган Јовановић Данилов – едиција Добитници Змајеве награде, Матица српска, Нови Сад, 2014, у припреми).

### О литератури Јудите Шалго
Поред предговора дневничким белешкама Јудите Шалго („Једно комплетно уметничко дело о смрти“, у: Радни дневник 1967–1996, Дневник – Академска књига, Нови Сад, (2012). стр. 5–21), објавила је и следеће радове посвећене литератури ове списатељке: „Четири фантазије на тему: приче Јудите Шалго", Прича, 8–9, октобар (2009). стр. 163–174; „Жена која нестаје – женска сексуалност у прози Јудите Шалго“, Интеркултуралност, 1, март (2011). стр. 94–122; „Типови мушког субјекта у поезији и прози Јудите Шалго, Интеркултуралност, 4 октобар, (2012). стр. 144–159; „Монтажа и демонтажа стварности у романима Јудите Шалго", Зборник Матице српске за књижевност и језик, 2013, 3).

### Рукописи Ненада Митрова
Посебно поглавље у раду др Драгане Белеслијин представља рад на приређивању рукописне заоставштине заборављеног песника модернисте Ненада Митрова. Поред сабраних песама (објављених недавно у Службеном гласнику) и дневничке грађе коју прирпема за штампу, објавила је и радове о овом неправедно запостављеном песнику из Новог Сада, који је био жртва фашистичког терора („Историја (не)читања или неминовно: зашто?“), Нова Мисао, 2012, 16. стр. 54–56; „Позно биље Ненада Митрова“, Квартал, 2012, 18. стр. 78–80) и приредила његове песме за Летопис Матице српске, Нову мисао, Квартал и Књижевни магазин.

## Књижевни рад
Објавила је око 150 студија, есеја и критика посвећених књижевности 19. и 20. века, као и књижевно-теоријским питањима. Сарађивала је у часописима: Стање ствари (1999–2006), Домети (2003, 2009), Луча (2007), Свеске Матице српске (2007, 2013), Поља (од 2007), Летопис Матице српске (од 2008), Прича (од 2008), Кораци (од 2008), Свеске (од 2008), Повеља (од 2009), Квартал (од 2010), Књижевни магазин (од 2011), Књижевни лист (од 2011), Нова мисао (од 2009), Траг (2009, 2013), Зборник Матице српске за књижевност и језик (од 2010), Интеркултуралност (од 2010), Златна греда (од 2013), Живот (Сарајево, 2008), Нови израз (Сарајево, 2011) и др.

### Објављена дела
- Стеријине пародије – искушења (пост)модерног читања, Службени гласник, Београд, 2009.[4]
- Дан, контекст, брзина ветра, Мали Немо, Панчево, 2010.[5]
- Писати даље – изабране критике, Дневник, Нови Сад, 2012.
- Тело песме, Агора, Зрењанин, 2013.
- Трагом кочења: присвајање, преодевање и раслојавање стварности у поетици Јудите Шалго, Завод за културу Војводине, Нови Сад, 2014.
- Збогом, причана истино, Огледи о стратегијама српских приповедача, Адреса, Нови Сад, 2015.
- У чекаоницама - историја женских менталних поремећаја, књига прича, No rules, Београд, 2023.

### Приређене књиге
- Тања Крагујевић: Ружа, одиста – изабране песме (Завод за културу Војводине, Нови Сад 2010)
- Ненад Митров: Позно биље – сабране песме (Службени гласник, Београд, 2013)
- Ненад Митров: Дневник - у сарадњи са Огњеном Карановићем (Градска библиотека Нови Сад, 2014)
- Модерна женска проза и друштвени контекст : зборник радова : ["Милици у походе", округли сто] (Завод за културу Војводине, Нови Сад 2015)[6]
- Ако сам ја она, антологија песама добитница награде Милица Стојадиновић Српкиња, 2020.[7]

### Монографије, посебна поглавља у научним књигама
- Кроз сопствени прозор (поговор, у: Гордана Ђилас, Учитељ сећања, Нови Сад, 2009). стр. 69–74;
- Сакупљајући латице руже (поговор, у: Тања Крагујевић, Ружа, одиста, Завод за културу Војводине, Нови Сад, 2010). стр. 119–131;
- Лаза Костић – биографија, у: Лазар Костић,
- Theses e scientiis juridicis et politics = тезе из правних и политичких наука, превод са латинског језика и коментари Срђан Шаркић, приредио Душан Николић, Матица српска, Нови Сад, 2011). стр. 109–122;
- Лирика, епика, Вавилон (поговор, у: Зоран Ђерић, Блато, КЦНС, 2011). стр. 80–90;
- Једно комплетно уметничко дело о смрти (предговор, у: Јудита Шалго, Радни дневник 1967–1996, Дневник – Академска књига, Нови Сад, 2012). стр. 5–26;
- Жена пева после рата (предговор, у: Емсура Хамзић, Златна грана, Орфеус, Нови Сад, 2012), стр. III–XXIV; Сећање, у другом (предговор, у: Гордана Ђилас, Друге ствари, Завод за културу Војводине, Нови Сад, (2012). стр. 5–12;
- На целулоидној траци (поговор, у: Петар Жебељан, Позни гласови, Просвета, Београд, 2013). стр. 152–155.